# Bad Harzburg (stacja kolejowa)
Bad Harzburg – stacja kolejowa w Bad Harzburg, w kraju związkowym Dolna Saksonia, w Niemczech. Znajdują się tu 3 perony.